# Ratusz w Łomży
Ratusz w Łomży (nowy) – budowla klasycystyczna wybudowana w 1823 według projektu Aleksandra Groffe. Dziesięć lat później od strony wschodniej dobudowano oficyny według projektu Teodora Bogumiła Seyfrieda, dzięki czemu powstał prostokątny dziedziniec. Budynek na planie prostokąta, dwukondygnacyjny. Fasada budynku pięcioosiowa, część środkowa przechodzi w czworoboczną wieżyczkę zwieńczoną półkolistą kopułą z iglicą. Na wieżyczce znajduje się zegar.
Pierwotnie ratusz stał na środku rynku, jednak w wyniku wielokrotnych zniszczeń został rozebrany. Nowy, stojący do dziś, usytuowano we wschodniej pierzei rynku. W latach 80. rozebrano oficynę znajdującą się po prawej stronie Ratusza, a w jej miejsce dobudowano nową część Ratusza.